# J/FPS-7

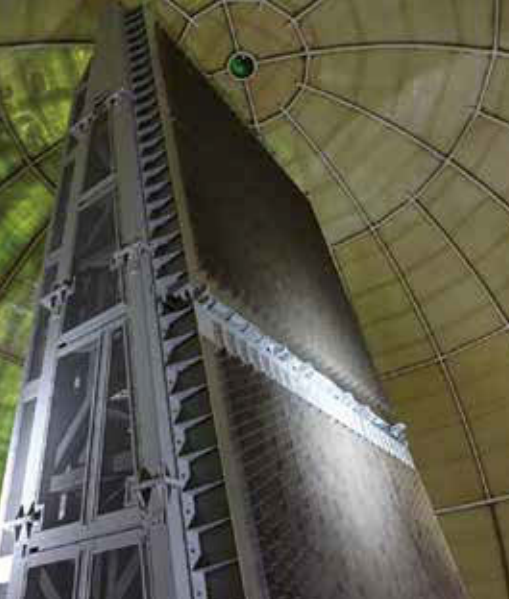
J/FPS-7

J/FPS-7は、日本で開発・配備が進められている固定レーダー装置。航空自衛隊のレーダーサイト向けのものである。

## 概要

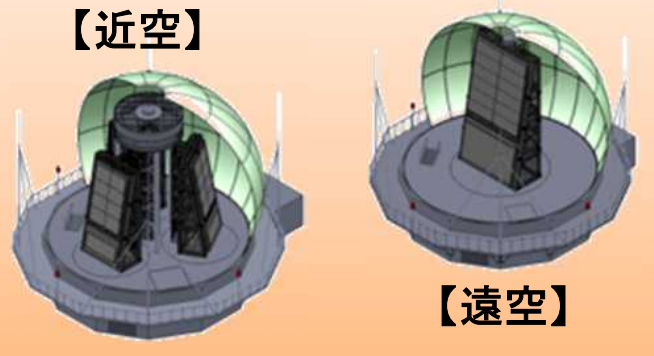
イメージ

航空自衛隊は、日本の各所にレーダーサイトを設置し、領空及び周辺空域の監視・警戒を行っている。機材の更新は逐次、進められてきたものの、一部にはJ/FPS-2やAN/FPS-6、AN/FPS-20のように20年以上前に稼働開始し、老朽化が進んだサイトも残存している。
2008年度より運用が開始されたJ/FPS-5は、高性能ではあるが、取得価格も100億円以上と高価であり、継続的な取得は予算的に困難であった。J/FPS-7は、比較的低廉な取得費用でもって、老朽化したレーダーサイトの機器更新を行い、ステルス機や巡航ミサイル等の低RCS目標への対応性を向上させることを主眼としたアクティブフェーズドアレイレーダーである。システム設計は平成23年度予算でもって、日本電気が行っている。平成24年度より機器の製造が開始されているが、ライフサイクルコストも含めた価格低減が考慮されている。開発指針では低価格のため弾道弾探知能力は重視されていないが、平成25年12月に策定された中期防衛力整備計画（平成26年度から平成30年度）において、弾道弾探知能力の向上がうたわれたことから、見島分屯基地、沖永良部島分屯基地、宮古島分屯基地のJ/FPS-7には新たに弾道ミサイル対処機能が付加されることになった。
1機当たり取得価格は約39億円（沖永良部島）から約49億円（見島）。自衛隊の西方重視方針に従い、西日本のサイトから設置が開始される。
整備については、平成24年度に沖永良部島分屯基地、平成25年度に高畑山分屯基地及び宮古島分屯基地、平成26年度に見島分屯基地、平成28年度に海栗島分屯基地、平成29年度に稚内分屯基地の設置予算が取得された。それぞれ、平成27年に沖永良部島、平成28年に高畑山、平成29年に宮古島、平成30年に見島、令和3年海栗島、令和4年に稚内に設置された。
レーダーシステムは、近距離探知用アンテナと遠距離探知用アンテナを別個に設置する方式となっており、近距離用は3面、遠距離用は1面のアンテナを有する。素子には窒化ガリウムを用いて、電波送信出力の高出力化を図っている。

## 配備

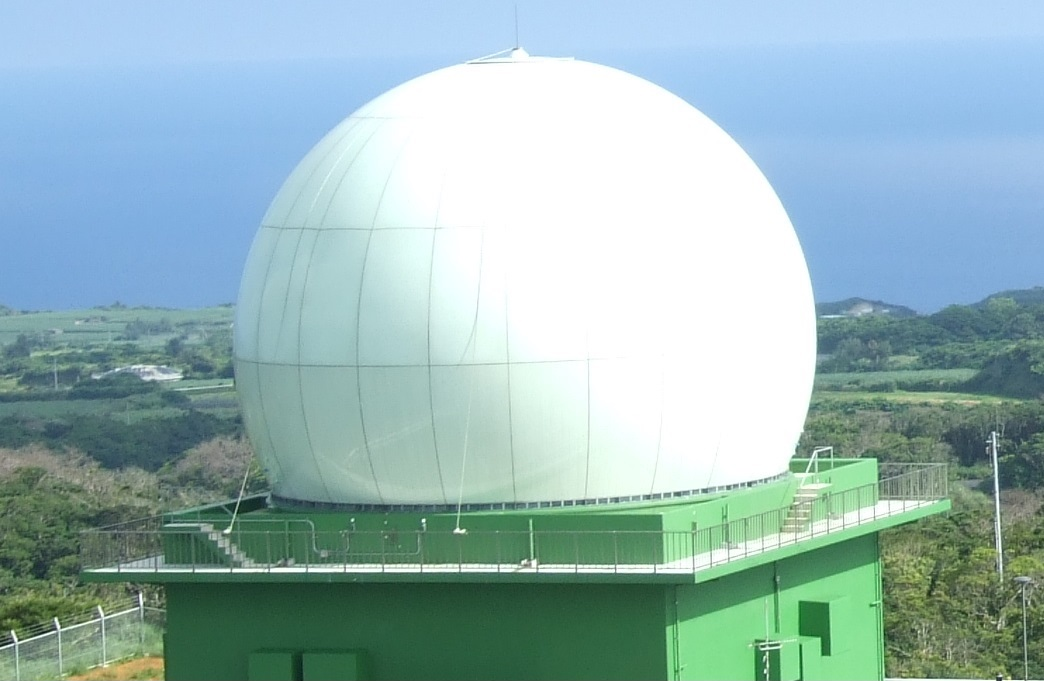
沖永良部島分屯基地のJ/FPS-7

### 配備中の基地
- 見島分屯基地（第17警戒隊）：2018年度にJ/FPS-7へと更新。2019年度にBMD対応[8]。
- 高畑山分屯基地（第13警戒隊）：2017年度にJ/FPS-7へと更新。2019年度にBMD対応。
- 宮古島分屯基地（第53警戒隊）：2017年度にJ/FPS-7へと更新。2020年度にBMD対応。
- 沖永良部島分屯基地（第55警戒隊）：2015年度にJ/FPS-7へと更新。2020年度にBMD対応。
- 海栗島分屯基地（第19警戒隊）：2020年度にJ/FPS-7へと更新[9]。
- 稚内分屯基地（第18警戒隊）：2021年度にJ/FPS-7Bへと更新[9][10]。